# 欧金鸻
，是鸻形目鸻科的一种鸟类。

## 特征
欧金鸻体重约214克，翼长约181.2毫米，嘴峰长约25毫米，喙宽度约3.7毫米，喙厚度约4.9毫米，跗蹠长约38毫米，尾长约70.2毫米。欧金鸻是候鸟，其栖息在开放的草原环境中，食性为肉食性，主要食物来源是陆生无脊椎动物。

## 亚种
- ：分布于格陵兰岛中东部、冰岛、法罗群岛和斯堪的纳维亚半岛北部，东至西伯利亚西部；越冬于北至爱尔兰和英国南至地中海，东至里海的区域。
- ：分布于从爱尔兰和英国至北欧（包括斯堪的纳维亚半岛南部）到波罗的海国家繁殖；越冬于北至爱尔兰和英国，南至地中海，东至里海的区域。[4]